# Elliott Company
L'entreprise Elliott Company conçoit, fabrique, installe et entretient des turbomachines pour les moteurs principaux et les machines tournantes. Basée à Jeannette, en Pennsylvanie, Elliott Company est une filiale en propriété exclusive de la société japonaise Ebara Corporation et est une unité d'Elliott Group, l'activité mondiale de turbomachines d'Ebara Corporation (en). Elliott Group emploie plus de 2 000 employés dans le monde sur 32 sites, dont environ 900 à Jeannette.